# Trilbardou
Trilbardou település Franciaországban, Seine-et-Marne megyében. Lakosainak száma 692 fő (2022. január 1.). Trilbardou Charmentray, Jablines, Lesches, Chauconin-Neufmontiers, Précy-sur-Marne, Vignely és Villeroy községekkel határos.

## Népesség
A település népessége az elmúlt években az alábbi módon változott:
| Lakosok száma | 679  | 683  | 678  | 662  | 651  | 657  | 666  | 684  | 692  |
|               | 2013 | 2015 | 2016 | 2017 | 2018 | 2019 | 2020 | 2021 | 2022 |